# Кусакино (Владимирская область)
Кусакино — деревня в Ковровском районе Владимирской области России, входит в состав Малыгинского сельского поселения.

## География
Деревня расположена в 17 км на северо-запад от центра поселения деревни Ручей и в 21 км на северо-запад от райцентра города Ковров, остановочный пункт 394 км на железнодорожной линии Новки — Иваново.

## История
В конце XIX — начале XX века деревня входила в состав Всегодической волости Ковровского уезда, с 1926 года — в составе Савинской волости. В 1859 году в селе числилось 20 дворов, в 1905 году — 27 двора. 
С 1929 года деревня входила в состав Шушеринского сельсовета Ковровского района, с 1940 года — в составе Авдотьинского сельсовета, с 1954 года — в составе Малышевского сельсовета, с 1972 года — в составе Большевсегодичского сельсовета, с 2005 года — в составе Малыгинского сельского поселения.

## Население
| 1859 | 1905 | 1926 | 2002 | 2010 | 2021 |
| ---- | ---- | ---- | ---- | ---- | ---- |
| 217  | ↗238 | ↘189 | ↘4   | ↘1   | ↗10  |